# Verkehrssitte
Die Verkehrssitte ist ein unbestimmter Rechtsbegriff, der die Anschauungen, Gepflogenheiten und die gleichmäßige, einheitliche und freiwillige tatsächliche Übung durch Rechtssubjekte im Rechtsverkehr zum Inhalt hat. 

## Allgemeines
Das Kompositum Verkehrssitte setzt sich aus „Verkehr“ und „Sitte“ zusammen. Unter Verkehr ist der Rechtsverkehr, also die Rechtsbeziehungen der Rechtssubjekte untereinander, zu verstehen; Sitte ist jeder in einer Gesellschaft häufig geübte Brauch. Demnach handelt es sich um Verkehrssitte, wenn Rechtsbeziehungen ganz oder teilweise nicht auf Rechtsnormen beruhen, sondern durch ständige Übung gestaltet werden. Um hierbei Rechtssicherheit zu erhalten, hat der Gesetzgeber das objektive Merkmal der Verkehrssitte berücksichtigt. Da davon auszugehen ist, dass die Vertragspartner auch die Sitten und Gebräuche des Rechtsverkehrs für ihre konkreten Rechtsbeziehungen zur Grundlage nehmen wollen, ist die Verkehrssitte zu beachten.
Das Recht ist in früheren Zeiten aus der Sitte, also den Anschauungen der betroffenen Gesellschaftskreise entstanden. Die betroffenen Gesellschaftskreise werden rechtlich als „Verkehrskreise“ bezeichnet. Die Verkehrssitte ist im Gegensatz zum Gewohnheitsrecht keine Rechtsnorm, sondern bei der Auslegung von Verträgen (§ 157 BGB) und bei der Bestimmung des Inhalts eines Schuldverhältnisses nach Treu und Glauben (§ 242 BGB) zu berücksichtigen. Besondere Bedeutung hat der Handelsbrauch als die Verkehrssitte der Kaufleute.

## Geschichte
Der Staatsrechtslehrer Paul Laband ging 1873 in seiner Abhandlung „Die Handelsusance“ erstmals ausführlich auch auf Verkehrssitten ein. Der Begriff der Verkehrssitte wurde bei den Beratungen zum neuen BGB zwischen 1881 und 1889 erstmals im Textentwurf eingefügt. Eine Dissertation aus dem Jahre 1894 befasste sich mit den Verkehrssitten, die wie die Handelsgebräuche zur Feststellung des Parteiwillens dienten. Das BGB und das HGB übernahmen schließlich im Januar 1900 den unbestimmten Rechtsbegriff in einigen Bestimmungen, ohne eine Legaldefinition vorzunehmen. Das Reichsgericht (RG) stellte im Oktober 1903 bei der Auslegung der neuen Gesetzesbestimmung fest, dass es sich bei der Verkehrssitte nicht um eine Rechtsnorm, sondern um eine tatsächliche Übung handele. Bereits im Januar 1907 das vertrat das RG die – ebenfalls heute noch geltende – Auffassung, dass die Verkehrssitte auch ohne Kenntnis der Vertragsparteien zu berücksichtigen sei. Es verstand unter der kaufmännischen Verkehrssitte im Mai 1926 „…eine Art der Geschäftsbehandlung, wie sie von sämtlichen an dem betreffenden Geschäftszweig beteiligten Kreisen, wenn auch in örtlicher Beschränkung geübt werde, und es sich nicht nur um eine Anschauung des Kreises handelt, dem die eine Geschäftspartei angehörte“.
Der Bundesgerichtshof (BGH) stellte im September 2009 noch einmal die Voraussetzungen seiner ständigen Rechtsprechung zur Verkehrssitte zusammen: „Eine Verkehrssitte als eine die beteiligten Verkehrskreise untereinander verpflichtende Regel verlangt, dass sie auf einer gleichmäßigen, einheitlichen und freiwilligen tatsächlichen Übung beruht, die sich innerhalb eines angemessenen Zeitraums für vergleichbare Geschäftsvorfälle gebildet hat und der eine einheitliche Auffassung sämtlicher an dem betreffenden Geschäftsverkehr beteiligten Kreise zu Grunde liegt. Dazu genügt es nicht, dass eine bestimmte Übung nur von einem bestimmten, wenn auch quantitativ bedeutsamen Teil der beteiligten Verkehrskreise gepflogen wird; sie muss sich vielmehr innerhalb aller beteiligten Kreise als einheitliche Auffassung durchgesetzt haben“.

## Erwähnung in Gesetzen
Das Bürgerliche Gesetzbuch (BGB) erwähnt den unbestimmten Rechtsbegriff in §§ 157 und 242 BGB, das Handelsgesetzbuch (HGB) in den §§ 412, 486 und 531 HGB. Soweit § 157 BGB maßgeblich ist, werden Verkehrssitten zum Vertragsbestandteil und haben Vorrang vor dispositivem Recht; ist § 242 BGB heranzuziehen, gelten die Verkehrssitten erst ergänzend bei einer fehlenden gesetzlichen Regelung. Außerdem wird die Verkehrssitte in der ZPO, dem ZVG und dem UrhG erwähnt.

## Anwendung
Sind Verträge unklar formuliert und deshalb auslegungsbedürftig, ist auf die Verkehrssitte Rücksicht zu nehmen. Verkehrssitte ist dem Gesetzeskommentar von Karl Larenz und Manfred Wolf zufolge eine im „Verkehr allgemein oder innerhalb eines bestimmten Kreises von Verkehrsteilnehmern bestehende tatsächliche Übung oder sprachliche Gepflogenheit, deren sich die Angehörigen des jeweiligen Verkehrskreises regelmäßig zu bedienen pflegen und die daher grundsätzlich bei jedem von ihnen als bekannt vorausgesetzt werden kann“. Folgende Voraussetzungen sind zur Geltung von Verkehrssitten erforderlich:
- Die ständige Übung bestimmter Gepflogenheiten: Es muss eine gleichmäßige, einheitliche und freiwillige tatsächliche Übung vorliegen, die sich über einen längeren Zeitraum hinweg gebildet hat.[13]
- Die ständige Übung innerhalb feststehender Verkehrskreise: Verkehrssitte kann branchenspezifisch ausgeprägt sein und örtlichen Einflüssen unterliegen, wobei es auf die Kenntnis der Parteien nicht ankommt.[14]
- Sie kann auch örtlich verschieden sein: Eine bestimmte Gepflogenheit muss sich nicht landesweit ausgebreitet haben, es genügt vielmehr, wenn sie örtlich üblich ist und dort beherrschenden Einfluss gewonnen hat (siehe Trierer Weinversteigerung).
- Nicht abhängig ist die Geltung der Verkehrssitte davon, ob die Parteien sie gekannt haben.[15] Zur Anwendung der Verkehrssitte genügt es, dass die Partei dem betreffenden Verkehrskreis angehört.

Die Verkehrssitte wird Vertragsbestandteil, es sei denn, ein Vertragspartner widerspricht ihr ausdrücklich. Wenn der erklärte Wille der Verkehrssitte widerspricht, ist dieser maßgebend.

## International
Auch in Österreich ist die Verkehrssitte bei der Auslegung von Willenserklärungen zu berücksichtigen. Gemäß § 863 Abs. 2 ABGB ist bei konkludenten Handlungen oder Unterlassungen auf die im redlichen Verkehr geltenden Gewohnheiten und Gebräuche Rücksicht zu nehmen. Nach § 864 Abs. 1 ABGB kommt ein Vertrag auch dann zustande, wenn eine ausdrückliche Erklärung der Annahme nicht zu erwarten ist und dem Antrag innerhalb einer angemessenen Frist tatsächlich entsprochen wird. Zudem ist gemäß § 914 ABGB bei der Auslegung von Verträgen nicht den buchstäblichen Sinne des Ausdrucks zu haften, sondern die Absicht der Parteien zu erforschen und der Vertrag so zu verstehen, wie es der Übung des redlichen Verkehrs entspricht. 
In der Schweiz ist die Verkehrssitte nur bei einem ausdrücklichen Verweis im Obligationenrecht (OR) anwendbar. Das betrifft nur drei Bereiche, nämlich den Ortsgebrauch (Art. 466 OR bis Art. 304 OR), den Handelsbrauch (Art. 124 Abs. 3 OR und Art. Art. 429 Abs. 2 OR) und die Geschäftsübung (Art. 184 Abs. 2 OR, Art. 189  Abs. 1 OR, Art. 201 OR und Art. 211 Abs. 2 OR).